# Хроменко Вадим Володимирович
Вади́м Володи́мирович Хроме́нко — старший солдат 13-го окремого мотопіхотного батальйону «Чернігів-1» Збройних сил України, відзначився у ході російського вторгнення в Україну.

## Життєпис
Вадим Хроменко народився у Шостці на Сумщині. У рідному місті закінчив середню школу № 12, потім навчався в Шосткинському хіміко-технологічному коледжі. У Шостці працював пожежним і кінологом. З 2016 року брав участь у війні на сході України. Перебував у гарячих точках Донецької та Луганської областей, але ніколи не схиляв голови перед труднощами. Служив стрільцем — помічником гранатометника 13-го окремий мотопіхотний батальйон «Чернігів-1» (в/ч А4427).
З першого дня повномасштабної російсько-української війни, 24 лютого 2022 року він знову став на захист рідної країни. 27 лютого 2022 року героїчно загинув

## Родина
Залишилися дружина та дві дорослі доньки.